# 麥克勞德冰原島峰
67°29′S 52°42′E / 67.483°S 52.700°E
麥克勞德冰原島峰是南極洲的冰原島峰，位於恩德比地，處於圖拉山脈東南面65公里，澳大利亞探險隊在1958年12月首次踏足該島峰。